# Austromontia silvatica
Austromontia silvatica is een hooiwagen uit de familie Triaenonychidae. De wetenschappelijke naam van Austromontia silvatica gaat terug op Lawrence.